# Балійська Вікіпедія
Балійська Вікіпедія (балі. Wikipedia Basa Bali) — це версія Вікіпедії балійською мовою. Балійська Вікіпедія загалом дотримується основних правил індонезійської Вікіпедії. Балійська Вікіпедія перебувала в інкубаторі Вікімедіа з моменту створення сторінки інкубатора у 2005 році до жовтня 2019 року.
Станом на сьогодні в балійській Вікіпедії налічується 28 045 статей. У лютому 2022 року було 46 активних редакторів, які зробили принаймні одну правку за цей місяць.

## Хронологія
- 1 стаття — листопад 2006, створено головну сторінку.
- 100 статей — приблизно квітень 2019 р.
- 1400 статей — жовтень 2019 р.
- 8000 статей — 22 червня 2021 р.
- 10 000 статей — 24 жовтня 2021 р.
- 15 000 статей — 13 серпня 2022 р.